# Liste der Kulturdenkmäler in Feilsdorf
In der Liste der Kulturdenkmäler in Feilsdorf sind alle Kulturdenkmäler der rheinland-pfälzischen Ortsgemeinde Feilsdorf aufgeführt. Grundlage ist die Denkmalliste des Landes Rheinland-Pfalz (Stand: 27. Juni 2022).

## Einzeldenkmäler
| Bezeichnung | Lage                                          | Baujahr                  | Beschreibung | Bild            |
| ----------- | --------------------------------------------- | ------------------------ | --- | --------------- |
| Hofanlage   | Dorfstraße 9 Lage                             | 1816                     | dreiflügelige Hofanlage; siebenachsiges Wohnhaus mit Kniestock, bezeichnet 1816, Wirtschaftsgebäude aus dem 19. Jahrhundert | BW              |
| Wegekreuz   | Hauptstraße, vor Nr. 5 Lage                   | 17. Jahrhundert          | Schaftkreuz, spätgotische Zierelemente, 17. Jahrhundert                                                                     | Fotos hochladen |
| Wohnhaus    | Hauptstraße 13 Lage                           | 1811                     | Wohnhaus mit Kniestock, bezeichnet 1811                                                                                     | BW              |
| Hofanlage   | Hauptstraße 14 Lage                           | 17. Jahrhundert          | Dreiseithof; Wohnhaus, 17. Jahrhundert, Erweiterung 1825, Scheune und Schuppen wenig jünger; ortsbildprägend                | BW              |
| Hofanlage   | Hauptstraße 15/17 Lage                        | 1816                     | stattliche Hofanlage; Wohnhaus mit Kniestock, bezeichnet 1816, Wirtschaftsgebäude kaum jünger                               | BW              |
| Wegekreuz   | nördlich des Ortes Lage                       | 1847                     | Gedenkkreuz, bezeichnet 1847                                                                                                | Fotos hochladen |
| Wegekreuz   | nördlich des Ortes an einer Wegekreuzung Lage | 16. oder 17. Jahrhundert | reliefiertes spätgotisches Nischenkreuz, eisernes Abschlusskreuz jünger                                                     | Fotos hochladen |